# 위저드리 IV: 워드나의 귀환
《위저드리 IV: 워드나의 귀환》(영어: Wizardry IV: The Return of Werdna)은 서테크가 개발한 롤플레잉 비디오 게임으로, 《위저드리》 본편 시리즈 네 번째에 해당하는 작품이다. 1987년 애플 II 컴퓨터용으로 처음 출시됐다.
《워드나의 귀환》은 전 삼부작과 차별되는 이야기가 특징으로, 《위저드리: 광왕의 시련장》에서 플레이어에게 패배하고 지하던전에 감금당한 마법사 워드나가 주인공이다. 플레이어는 워드나를 조종해 능력을 되찾고 던전을 탈출해 최종적으로 전작의 주인공에 해당하는 일행들을 격퇴하는 것이 목적이다.
발매 직후 서양 지역에선 MS-DOS, 일본에선 PC-88, PC-98, FM-7 및 샤프 X1 컴퓨터로 이식판이 발매됐다. 1994년에는 PC 엔진 CD로 《위저드리 III》과 같이 수록된 합본이 발매됐으며, 이후 2001년 플레이스테이션와 마이크로소프트 윈도우 플랫폼으로 재출시됐다.

## 개발

### 난이도
《워드나의 귀환》의 게임 디자인은 당시 어드벤처 게임 《타임 존》을 처음으로 클리어한 사람이었던 로 R. 애덤스 3세가 맡았으며, 전작들과 비교해 매우 높은 난이도로 유명했다.